# Brad Richardson
Bradley "Brad" Richardson, född 4 februari, 1985 i Belleville, Ontario, är en kanadensisk professionell ishockeyspelare (center) som spelar för Nashville Predators i NHL. 
Han har tidigare spelat på NHL-nivå för Arizona Coyotes, Vancouver Canucks, Los Angeles Kings och Colorado Avalanche.

## Spelarkarriär
Richardson växte upp i Belleville, Ontario och spelade hockey för AA Belleville Bobcats och så småningom för AAA Quinte Red Devils i OMHA.
Efter en stark säsong i Bantam blev Richardson vald i den första rundan (10:e totalt) i 2001 OHL Priority Selection av Owen Sound Attack.
Richardson draftades av Colorado Avalanche i NHL-draften 2003. Han valdes som 163:e totalt i 5:e omgången av Owen Sound Attack i OHL. Brad spelade sin första professionella säsong säsongen 2005-06 med spel i Lowell Lock Monsters i AHL och gjorde sedan sin debut i NHL med Avalanche.
Richardson bästa år med Avalanche kom säsongen 2006-07, med karriärbästa 73 matcher, 14 mål och 22 poäng.
21 juni 2008 blev Brad trejdad från Avalanche till Los Angeles Kings för ett draftval andra omgången (Peter Delmas). Den 15 september 2008 undertecknade Richardson ett tvåårskontrakt med Kings värt $ 1.175.000. Richardson uppnådde sitt första hattrick den 23 oktober 2010 mot sitt gamla lag, Colorado Avalanche, i en 6-4 Kings seger.
Den 12 juli 2011 undertecknade Richardson ett 2-årskontrakt värt $2.350.000 med Kings.

## Statistik
| 2000–01    | Quinte Red Devils    | OMHA       | 44  | 31 | 32  | 63  | 38  | —  | — | — | —  | —  |
| 2001–02    | Owen Sound Attack    | OHL        | 58  | 12 | 21  | 33  | 20  | —  | — | — | —  | —  |
| 2002–03    | Owen Sound Attack    | OHL        | 67  | 27 | 40  | 67  | 54  | 4  | 1 | 1 | 2  | 10 |
| 2003–04    | Owen Sound Attack    | OHL        | 15  | 7  | 9   | 16  | 4   | —  | — | — | —  | —  |
| 2004–05    | Owen Sound Attack    | OHL        | 68  | 41 | 56  | 97  | 60  | 8  | 6 | 4 | 10 | 8  |
| 2005–06    | Lowell Lock Monsters | AHL        | 29  | 4  | 13  | 17  | 20  | —  | — | — | —  | —  |
| 2005–06    | Colorado Avalanche   | NHL        | 41  | 3  | 10  | 13  | 12  | 9  | 1 | 0 | 1  | 6  |
| 2006–07    | Colorado Avalanche   | NHL        | 73  | 14 | 8   | 22  | 28  | —  | — | — | —  | —  |
| 2006–07    | Albany River Rats    | AHL        | 3   | 0  | 1   | 1   | 2   | —  | — | — | —  | —  |
| 2007–08    | Colorado Avalanche   | NHL        | 22  | 2  | 3   | 5   | 8   | —  | — | — | —  | —  |
| 2007–08    | Lake Erie Monsters   | AHL        | 38  | 14 | 26  | 40  | 18  | —  | — | — | —  | —  |
| 2008–09    | Los Angeles Kings    | NHL        | 31  | 0  | 5   | 5   | 11  | —  | — | — | —  | —  |
| 2008–09    | Manchester Monarchs  | AHL        | 3   | 1  | 2   | 3   | 0   | —  | — | — | —  | —  |
| 2009–10    | Los Angeles Kings    | NHL        | 81  | 11 | 16  | 27  | 37  | 6  | 1 | 1 | 2  | 2  |
| 2010–11    | Los Angeles Kings    | NHL        | 68  | 7  | 12  | 19  | 47  | 6  | 2 | 3 | 5  | 2  |
| 2011–12    | Los Angeles Kings    | NHL        | 59  | 5  | 3   | 8   | 30  |    |   |   |    |    |
| 2012–13    | Los Angeles Kings    | NHL        | 16  | 1  | 5   | 6   | 10  | 11 | 0 | 1 | 1  | 0  |
| 2013–14    | Vancouver Canucks    | NHL        | 73  | 11 | 12  | 23  | 39  | —  | — | — | —  | —  |
| 2014–15    | Vancouver Canucks    | NHL        | 45  | 8  | 13  | 21  | 34  | 5  | 0 | 0 | 0  | 15 |
| 2015–16    | Arizona Coyotes      | NHL        | 82  | 11 | 20  | 31  | 46  | —  | — | — | —  | —  |
| NHL totalt | NHL totalt           | NHL totalt | 591 | 73 | 107 | 180 | 302 | 50 | 5 | 5 | 10 | 29 |